# You Got Style
You Got Style è un singolo del gruppo musicale lituano Skamp, pubblicato il 7 maggio 2001 come primo estratto dal quinto album in studio Skempinligė.
Il brano ha vinto Nacionalinis finalas 2001, guadagnando il diritto di rappresentare la Lituania all'Eurovision Song Contest 2001 a Copenaghen. Qui gli Skamp si sono piazzati al 13º posto su 23 partecipanti con 35 punti totalizzati.

## Tracce
Testi di Erica Jennings, Vilius Alesius e Victor Diawara, musiche di Victor Diawara.
1. You Got Style (versione originale)
2. You Got Style (Spliff Gordon's Euro-Trash RMX)
3. You Got Style (Vee's Garage)
4. Superstar (Epidemic RMX)
5. You Got Style (Dremoviq RMX)

## Date di pubblicazione
| Area     | Data di pubblicazione | Formato      | Etichetta               |
| -------- | --------------------- | ------------ | ----------------------- |
| Lituania | 7 maggio 2001         | CD singolo   | Koja Records            |
| Lituania | 7 maggio 2001         | MC           | Koja Records            |
| Europa   | 11 giugno 2001        | Maxi-singolo | Microphone Records, EMI |